# Pikachu (virus)
Pikachu è un virus informatico creato nel 2000.
Prende il nome dal Pokémon Pikachu ed è il primo worm specificamente ideato per infettare computer utilizzati da bambini.

## Modalità d'infezione
Il virus viene veicolato tramite e-mail. La vittima riceve un messaggio in inglese che ha come oggetto "Pikachu Pokemon" (sic) contenente il seguente testo sgrammaticato:
Il testo è seguito da un banner animato contenente un'immagine del Pokémon ed il testo
L'allegato "pikachupokemon.exe", scritto in Visual Basic 6, modifica il file AUTOEXEC.BAT in modo che al successivo riavvio venga rimosso il contenuto delle directory Windows e Windows\System. I sistemi operativi colpiti sono Windows 95, Windows 98 e Windows Me.